# Donaldson River
Der Donaldson River ist ein Fluss im Nordwesten des australischen Bundesstaates Tasmanien.

## Geografie

### Flusslauf
Der 54 Kilometer lange Donaldson River entspringt an den Südosthängen des Mount Bertha, westlich des Savage-River-Nationalparks, und fließt nach Südwesten bis zur Grenze der Arthur Pieman Conservation Area. Dort wendet er seinen Lauf nach Süden und bildet die Ostgrenze dieses Schutzgebietes.  In der Pieman River State Reserve mündet er rund sechs Kilometer nordwestlich der Siedlung Corinna in den Pieman River.

### Nebenflüsse mit Mündungshöhen
- Little Donaldson River – 200 m (l)
- Toner River – 187 m (r)[1]